# العلاقات الهندية الأمريكية
تُشير العلاقة الهندية الأميركية إلى العلاقات الدولية التي تجمع الهند بالولايات المتحدة الأمريكية.
ارتبط العديد من أبرز قادة حركة تحرّر الهند بعلاقات طيبة مع الولايات المتحدة الأمريكية استمرت إلى ما بعد الاستقلال عن المملكة المتحدة في العام 1947.  في العام 1954، تحالفت الولايات المتحدة مع الباكستان ضمن حلف بغداد. طورت الهند علاقات إستراتيجية وعسكرية مع الاتحاد السوفييتي لمجابهة العلاقات الباكستانية الأمريكية. في العام 1961، أصبحت الهند عضوًا مؤسسًا في حركة عدم الانحياز لتجنب الانجرار إلى لعبة القوى بين الولايات المتحدة والاتحاد السوفييتي ضمن حقبة الحرب الباردة. أثّر دعم إدارة الرئيس نيكسون للباكستان خلال الحرب الهندية الباكستانية في العام 1971 على العلاقات الهندية الأمريكية حتى سقوط الاتحاد السوفييتي في العام 1991. في تسعينيات القرن العشرين، كيّفت السياسة الخارجية الهندية نفسها مع العالم أحادي القطب ونمّت صلات أوثق مع الولايات المتحدة الأمريكية.
في القرن الواحد والعشرين، سعت السياسة الخارجية الهندية إلى تعزيز استقلال الهند الاستراتيجي من أجل الحفاظ على حقوقها السيادية ولتوطيد مصالحها القومية ضمن عالم متعدد الأقطاب. خلال إدارة الرئيس جورج دبليو بوش وأوباما بعده، أظهرت الولايات المتحدة الأمريكية استيعابًا لمصالح الهند القومية الأساسية وأقرت بمخاوفها الملحّة.
عمد الطرفان إلى اتخاذ العديد من الإجراءات التي مثّلت معالم رئيسية ومعايير للسرعة والتقدم في طريق تحقيق علاقات أوثق بين أمريكا والهند، يُذكر منها: زيادة التبادل التجاري والاستثمار المتبادل بين البلدين، والتعاون في قضايا الأمن الدولي، وضمّ الهند في عمليات صنع القرارات المتعلقة بإدارة الشؤون العالمية (في مجلس الأمن)، ورفع مستوى التمثيل في المنتديات التجارية والاستثمارية (البنك الدولي، وصندوق النقد الدولي، ومنتدى التعاون الاقتصادي لدول آسيا والمحيط الهادئ)، وإدخال الهند في أنظمة مراقبة الصادرات متعددة الأطراف (نظام تحكم تكنولوجيا القذائف، واتفاق واسينار، ومجموعة أستراليا)، ودعمها للدخول في مجموعة الموردين النوويين، والتصنيع المشترك عبر تفاهمات تبادل التقنيات. في العام 2016، وقّعت الولايات المتحدة والهند مذكرة اتفاق التبادل اللوجيستي، وأُعلن أن الهند شريك دفاعي رئيس للولايات المتحدة الأمريكية.
وفقًا لاستطلاع مؤسسة غالوب السنوي للشؤون العالمية، يُنظر إلى الهند على أنها سادس أفضل بلد في العالم بالنسبة للأمريكيين، وفي العام 2015 بلغت نسبة الأمريكيين الذين ينظرون بعين الرضا إلى الهند 71%. أظهرت استطلاعات مؤسسة غالوب أن 74% من الأمريكان كانت لديهم نظرة إيجابية عن الهند في العام 2017، وبلغت النسبة 72% في العام 2019.
في العام 2017، ارتفع التبادل التجاري بين البلدين (في البضائع والخدمات) بنسبة 9.8% ليصل 126,100,000,000 إلى دولار أمريكي. بلغت صادرات الهند إلى الولايات المتحدة 76,700,000,000  دولار، في حين أن صادرات الولايات المتحدة إلى الهند بلغت 49,400,000,000 دولار.

## نظرة تاريخية

### فترة الحكم البريطاني (الراج)
لم تكن علاقات الهند مع أمريكا شيئًا مذكورًا في الحقبة الاستعمارية من حكم الراج البريطاني في الهند. روّج سوامي فيفي كاناندا لليوغا والفيدانتا في الولايات المتحدة الأمريكية في مؤتمر أديان العالم في شيكاغو، خلال المعرض العالمي الكولومبي في العام 1893. زار الكاتب مارك توين الهند في العام 1896 وقدم وصفًا لها في دليل السفر الذي كتبه في إثر خط الاستواء؛ تميّز وصفه بالنفور والإعجاب على حد سواء، قبل أن يخلُص إلى القول بأن الهند كانت البلاد الأجنبية الوحيدة التي كان يتوق بل يحلم برؤيتها. عرف الأمريكان الكثير عن الهند بفضل الكاتب روديارد كيبلينغ. ترك مهاتما غاندي أكبر الأثر في فلسفة اللاعنف التي نادى بها الدكتور مارتن لوثر كينغ جونيور في خمسينيات القرن العشرين.
في ثلاثينيات القرن العشرين وأوائل أربعينياته، قدمت الولايات المتحدة الأمريكية دعمًا هائلًا لحركة التحرر الهندية تحديًا للإمبراطورية البريطانية. تمثّلت أولى حركات الهجرة المهمة من الهند قبل العام 1965 في ذهاب المزارعين السيخ إلى كاليفورنيا في بدايات القرن العشرين.

### الحرب العالمية الثانية
طرأ تغير جذري بعد الحرب العالمية الثانية، عندما أضحت الهند القاعدة الأساسية لمسرح حرب الأمريكان في الصين وبورما ولهند في الحرب مع اليابان. حطّ مئات آلاف الجنود الأمريكيين في الهند، جالبين معهم جميع أنواع التقنيات الحديثة والأموال، وغادروا في العام 1945. نشبت العديد من التوترات الخطيرة بسبب مطالب الأمريكان، التي قادها الرئيس فرانكلين دي روزفلت، بمنح الهند استقلالها، وهو المطلب الذي رفضه بشكل قاطع رئيس الوزراء البريطاني وينستون تشرتشل. لسنوات طويلة، حثّ روزفلت البريطانيين على الانسحاب من الهند. انبنى الموقف الأمريكي على معارضة مبدئية للكولونيالية، وقلق عملي بخصوص نتائج الحرب، وتوقعات أمريكا للاضطلاع بدور دولي أكبر في حقبة ما بعد الكولونيالية. على أي حال، في العام 1942، عندما أطلق المؤتمر الوطني الهندي حركة اخرجوا من الهند، ردت السلطات البريطانية مباشرة باعتقال آلاف الناشطين. في غضون ذلك، أصبحت الهند القاعدة الرئيسية لانطلاق المساعدة الأمريكية إلى الصين. هدد تشرتشل بالاستقالة من منصبه إذا واصل الرئيس روزفلت بضغوطه، وهكذا تراجع روزفلت عن موقفه.

### استقلال الهند (1947 – 1997)
خلال إدارة الرئيس ترومان، مالت الولايات المتحدة الأمريكية نحو الهند في نهاية أربعينيات القرن العشرين، نتيجةً لاعتبار العديد من المخططين الأمريكيين الهند ذات أهمية دبلوماسية أكبر من جارتها الباكستان. رغم ذلك، خلال الحرب الباردة، لقيت سياسة عدم الانحياز التي اتّبعها نهرو أصداء سلبية لدى كثيرين من المراقبين الأمريكيين. لم يرض العديد من المسؤولين الأمريكيين عن سياسة الهند في عدم الانحياز. أخبر السفير الأمريكي في الهند هنري إف غرادي رئيس وزراء الهند آنذاك جواهر لال نهرو بأن الولايات المتحدة الأمريكية لا تعتبر الحياد موقفًا مقبولًا. ذكر غرادي لوزارة الخارجية الأمريكية أنه أبلغ نهرو «بأن هذه مسألة لا يمكن تجاوزها، وأنه على الهند أن تختار الوقوف في الجانب الديمقراطي حالًا». في العام 1948، رفض نهرو المقترحات الأمريكية لحلّ قضية كشمير عبر وساطة طرف ثالث.
في العام 1949 كانت جولة نهرو في الولايات المتحدة «كارثة دبلوماسية» خلّفت آثارًا سلبية لدى الطرفين الأمريكي والهندي. ناقش نهرو مع كبير معاونيه كريشنا مينون فيما إذا «على الهند الانحياز قليلًا نحو الولايات المتحدة لبناء اقتصادنا وتعزيز قوتنا العسكرية». كانت إدارة الرئيس ترومان متعاونة مع الهند بشكل إيجابي، وأخبرت نهرو بأنها على استعداد لمنحه ما يطلب. رفض نهرو بكل اعتزاز أن يسأل المعونة من أمريكا، وهكذا تخلى عن فرصة الحصول على مليون طن من القمح. أقر وزير الخارجية الأمريكية دين آتشيسون بالدور الذي يمكن لنهرو أن يؤديه على مسرح الأحداث العالمية، ولكنه أضاف قائلًا، «كان من أشد الرجال الذين اضطررتُ للتعامل معهم مراسًا». مع ذلك، حققت زيارة نهرو لأمريكا بعض الفائدة، إذ كسب فهمًا ودعمًا واسع النطاق لبلاده، وحاز نفسُه على فهم أعمق لوجهة النظر الأمريكية.
رفضت الهند نصيحة أمريكا بألا تعترف بالسيادة الشيوعية على الصين، ولكنها تحالفت مع أمريكا عندما دعمت قرار الأمم المتحدة في العام 1950 الذي أدان عدوان كوريا الشمالية في الحرب الكورية. سعت الهند لتأدية دور الوسيط لإنهاء الحرب، وعملت كقناة للرسائل الدبلوماسية بين الولايات المتحدة والصين. رغم عدم اشتراك أي جنود هنديين في الحرب، فقد أرسلت الهند طاقماً طبيًا تألف من 346 طبيبًا عسكريًا للمساعدة في جانب الأمم المتحدة.

## مقارنة بين البلدين
هذه مقارنة عامة ومرجعية للدولتين:
| وجه المقارنة                                              | الهند                       | الولايات المتحدة                                                                                                  |
| --------------------------------------------------------- | --------------------------- | --- |
| المساحة (كم2)                                             | 3.29 مليون                  | 9.83 مليون |
| عدد السكان (نسمة)                                         | 1.35 مليار                  | 311.58 مليون |
| الكثافة السكانية (ن./كم²)                                 | 410.33                      | 31.7 |
| العاصمة                                                   | نيودلهي                     | واشنطن العاصمة |
| اللغة الرسمية                                             | اللغة الهندية، لغة إنجليزية | لغة إنجليزية |
| العملة                                                    | روبية هندية                 | دولار أمريكي |
| الناتج المحلي الإجمالي (بليون دولار)                      | 2.60 تريليون                | 19.39 تريليون |
| الناتج المحلي الإجمالي (تعادل القوة الشرائية) بليون دولار | 8.00 تريليون                | 18.04 تريليون |
| الناتج المحلي الإجمالي الاسمي للفرد دولار أمريكي          | 1.60 ألف                    | 56.12 ألف |
| الناتج المحلي الإجمالي للفرد دولار أمريكي                 | 5.70 ألف                    | 54.63 ألف |
| مؤشر التنمية البشرية                                      | 0.609                       | 0.920 |
| رمز المكالمات الدولي                                      | +91                         | +1 |
| رمز الإنترنت                                              | .in، .भारत ‏، .بھارت ‏،        | .us، حكومة، .mil، Edu.                                                                                            |
| المنطقة الزمنية                                           | ت ع م+05:30، توقيت الهند    | توقيت ساموا الأمريكية، توقيت أطلنطي موحد، منطقة زمنية وسطى، توقيت ألاسكا ‏، المنطقة الزمنية الجبلية، توقيت تشامرو ‏ |

## مدن متوأمة
في ما يلي قائمة باتفاقيات التوأمة بين مدن هندية وأمريكية:
- ترتبط جزر أندمان ونيكوبار مع مقاطعة هونولولو باتفاقية توأمة.
- ترتبط Kalianpur [الإنجليزية]‏ مع برينستون باتفاقية توأمة.
- ترتبط تشيناي مع سان أنطونيو باتفاقية توأمة منذ 1966.
- ترتبط نيودلهي مع شيكاغو باتفاقية توأمة.
- ترتبط كلكتا مع لونغ بيتش باتفاقية توأمة.
- ترتبط جايبور مع فريمونت باتفاقية توأمة.
- ترتبط بنغالور مع سان فرانسيسكو باتفاقية توأمة.
- ترتبط شيملا مع كاربوندال باتفاقية توأمة.
- ترتبط بوبانسوار مع كوبيرتينو باتفاقية توأمة.
- ترتبط فيجاياوادا مع موديستو باتفاقية توأمة.
- ترتبط كوتشي مع فريسنو باتفاقية توأمة.
- ترتبط ميسور مع سينسيناتي باتفاقية توأمة منذ 8 يوليو 2016.[33][33][34][35]
- ترتبط مظفر أباد مع بيند باتفاقية توأمة.
- ترتبط مومباي مع لوس أنجلوس باتفاقية توأمة منذ 1968.[36][36][37][37]
- ترتبط أحمد آباد مع كولومبوس باتفاقية توأمة.
- ترتبط دلهي مع شيكاغو باتفاقية توأمة منذ 25 سبتمبر 2002.[38][38][38][38]
- ترتبط بونه مع سان خوسيه باتفاقية توأمة منذ 19 يناير 2006.
- ترتبط حيدر آباد مع إنديانابوليس باتفاقية توأمة منذ 2000.

## منظمات دولية مشتركة
يشترك البلدان في عضوية مجموعة من المنظمات الدولية، منها:
| علم المنظمة | اسم المنظمة                        | تاريخ انضمام الهند | تاريخ انضمام الولايات المتحدة |
| ----------- | ---------------------------------- | ------------------ | ----------------------------- |
|             | المنظمة الهيدروغرافية الدولية      | ?                  | ?                             |
|             | البنك الدولي للإنشاء والتعمير      | 27 ديسمبر 1945     | 27 ديسمبر 1945                |
|             | وكالة ضمان الاستثمار متعدد الأطراف | 6 يناير 1994       | 12 أبريل 1988                 |
|             | الاتحاد الدولي للاتصالات           | 1869               | 1 يوليو 1908                  |
|             | مجموعة العشرين                     | ?                  | ?                             |
|             | يونسكو                             | 4 نوفمبر 1946      | 4 نوفمبر 1946                 |
|             | منظمة التجارة العالمية             | 1995               | ?                             |
|             | الاتحاد البريدي العالمي            | ?                  | ?                             |
|             | مجلس الأمن التابع للأمم المتحدة    | 1950               | 17 يناير 1946                 |
|             | مؤسسة التنمية الدولية              | 24 سبتمبر 1960     | 24 سبتمبر 1960                |
|             | منظمة حظر الأسلحة الكيميائية       | ?                  | ?                             |
|             | بنك التنمية الآسيوي                | 1966               | 1966                          |
|             | الفريق المعني برصد الأرض           | ?                  | ?                             |
|             | البنك الإفريقي للتنمية             | ?                  | ?                             |
|             | مؤسسة التمويل الدولية              | 20 يوليو 1956      | 20 يوليو 1956                 |
|             | منظمة الشرطة الجنائية الدولية      | ?                  | ?                             |
|             | الأمم المتحدة                      | 30 أكتوبر 1945     | 24 أكتوبر 1945                |
|             | منتدى آسيان الإقليمي ‏              | ?                  | ?                             |
|             | نظام تحكم تكنولوجيا القذائف        | 2016               | 1987                          |

## أعلام
هذه قائمة لبعض الشخصيات التي تربطها علاقات بالبلدين:
- إم. نايت شيامالان (6 أغسطس 1970[49][50][51] – )
- بوبي جندال (سياسي أمريكي، 10 يونيو 1971 – )
- جون كينيث جالبرايث (سياسي أمريكي، 15 أكتوبر 1908[52][53][54] – 29 أبريل 2006[52][53][54])
- داني هيوستن (14 مايو 1962[55][56] – )
- ساندر بيتشاي (عالِم حاسوب هندي، 12 يوليو 1972 – )
- ساني ليون (ممثلة إباحية هندية، 13 مايو 1981 – )
- سلمان خان (تربوي أمريكي ومؤسس أكاديمية خان، 11 أكتوبر 1976 – )
- سونيتا ويليامز (19 سبتمبر 1965[57] – )
- فريدا بينتو (ممثلة هندية، 18 أكتوبر 1984[58] – )
- فيجايا لاكشمي بانديت (سياسية هندية وهي أخت أول رئيس وزراء للهند جواهر لال نهرو، 18 أغسطس 1900[59][60][61] – 1 ديسمبر 1990[59][60][61])
- ك. ر. نارايانان (27 أكتوبر 1920[62][63] – 9 نوفمبر 2005[62][63])
- كال بين (23 أبريل 1977 – )
- نافين أندروز (ممثل بريطاني، 17 يناير 1969 – )
- نورا جونز (30 مارس 1979 – )
- نيكي هيلي (السفيرة الدائمة للولايات المتحدة الأمريكية لدى الامم المتحدة، 20 يناير 1972[64][65] – )

## وصلات خارجية
- موقع وزارة الخارجية الهندية
- موقع وزارة الخارجية الأمريكية